# 打火機

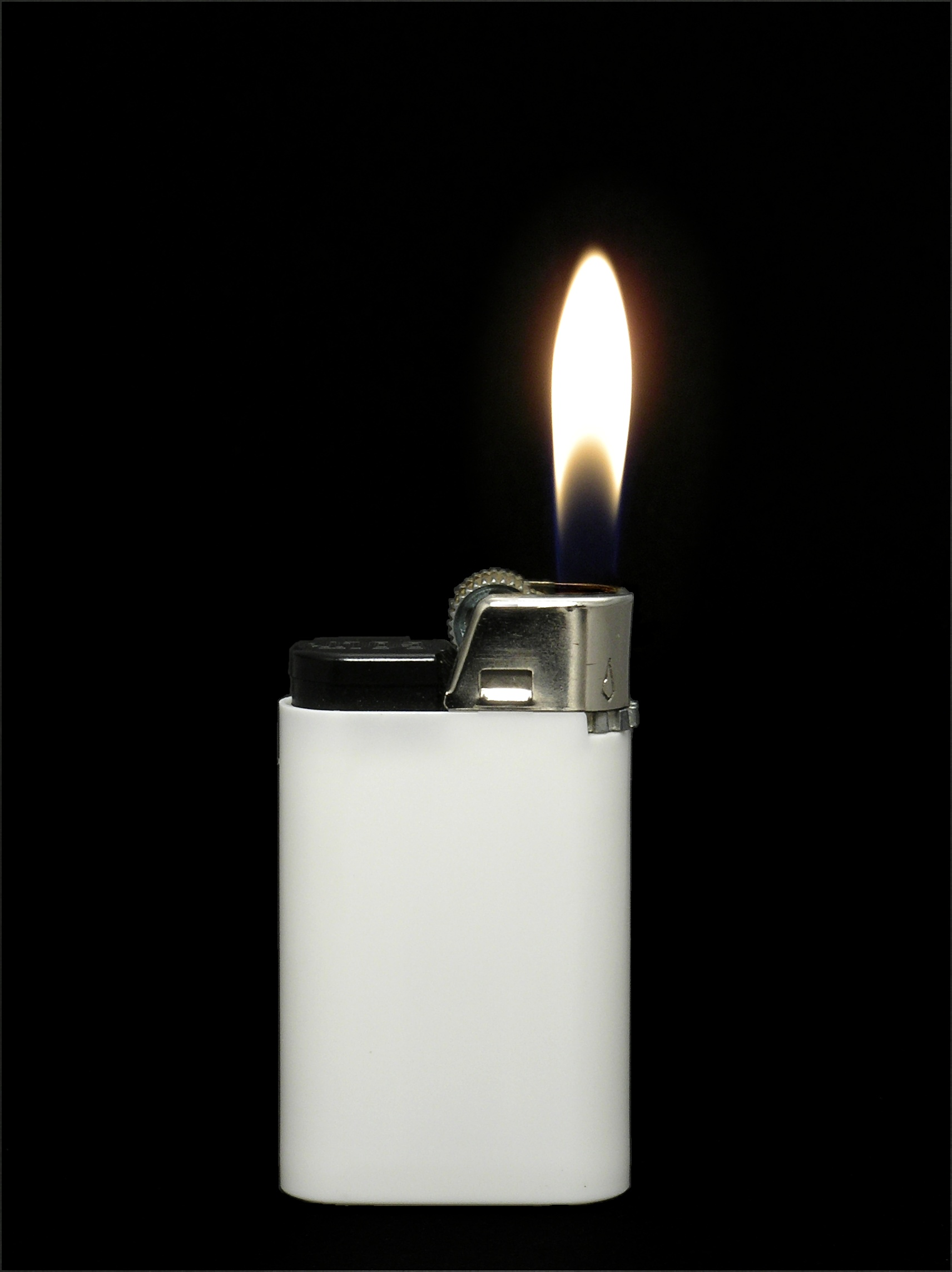
打火機

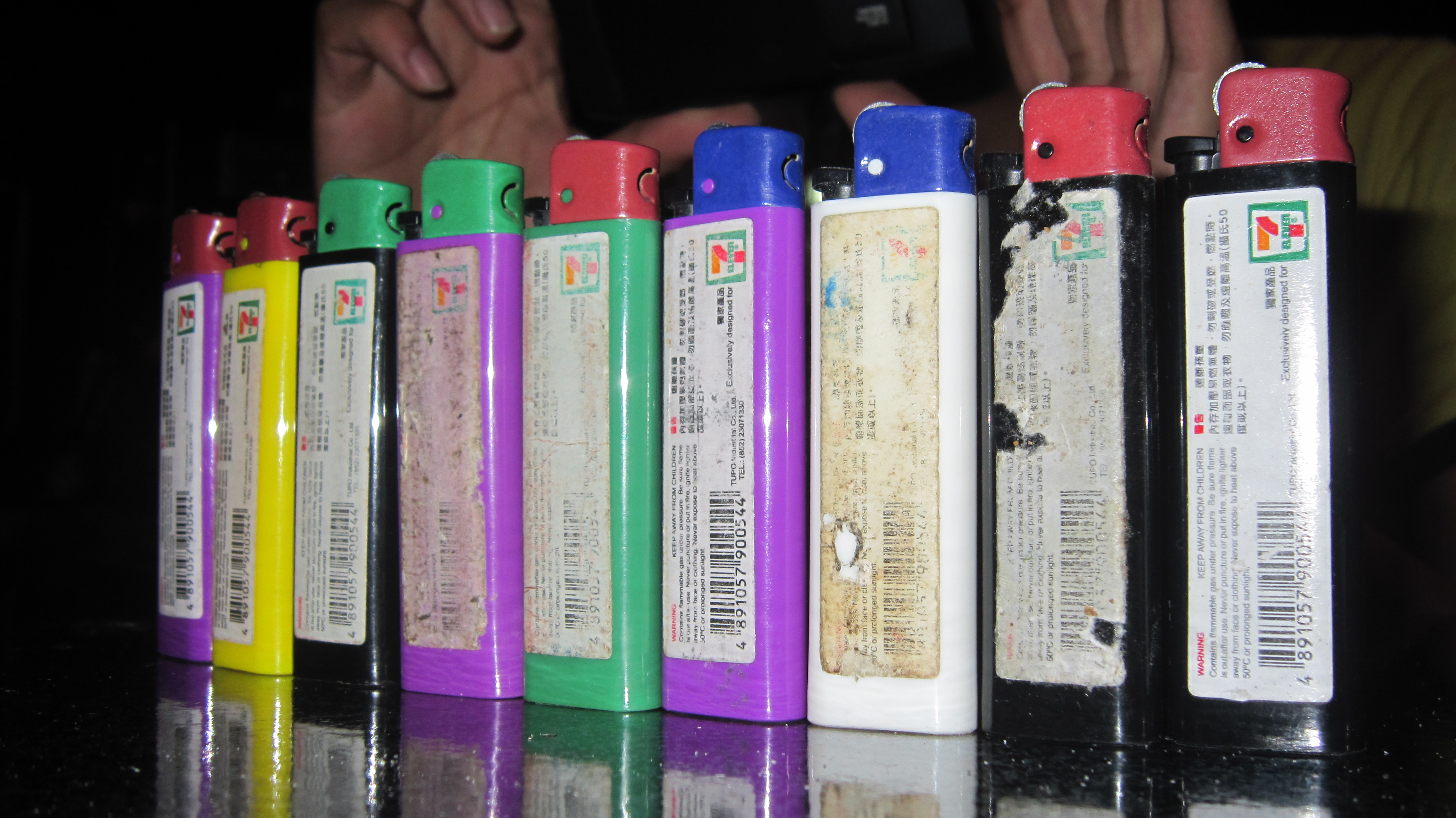
各式各樣的打火機

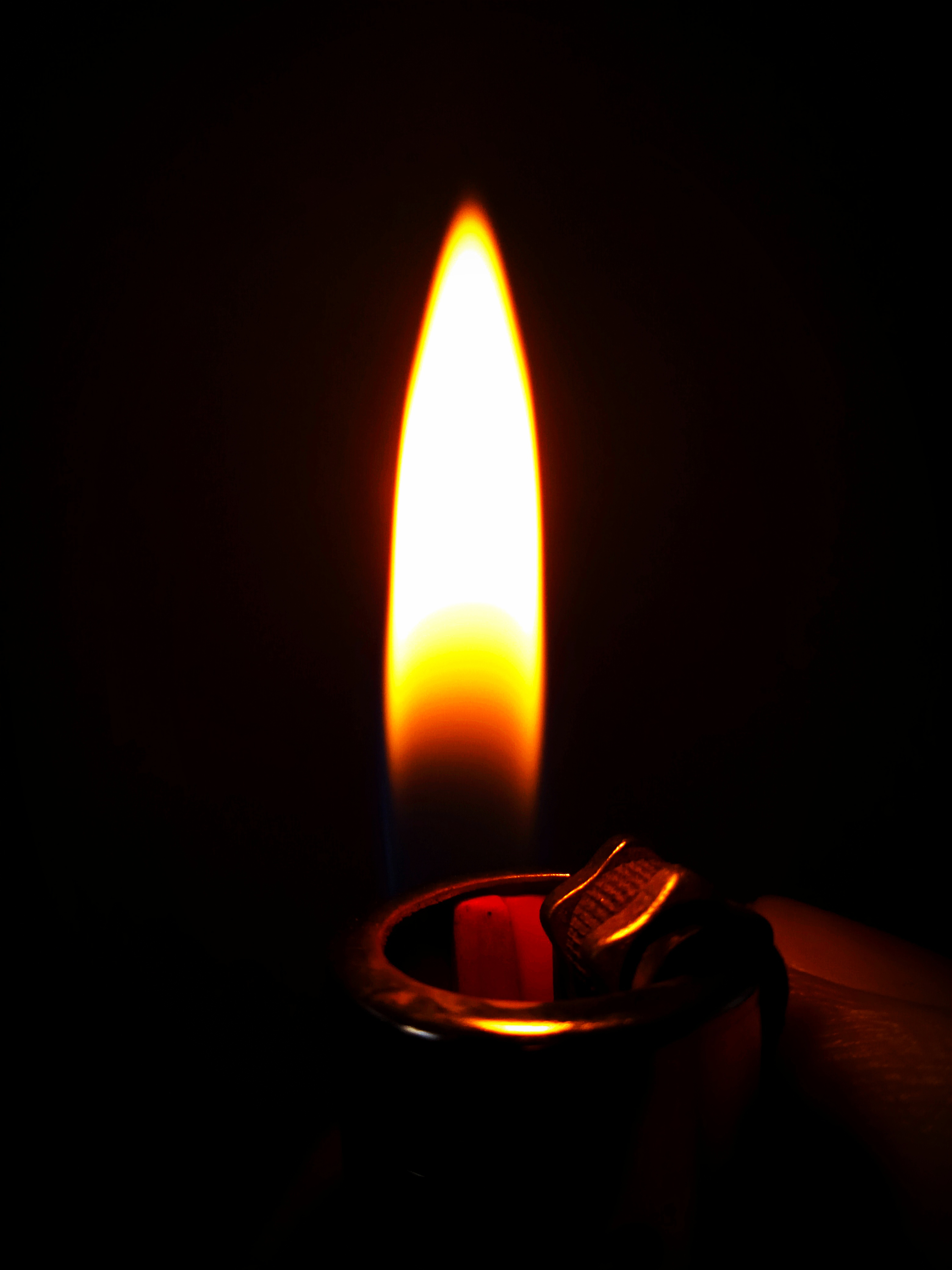
打火机发出的橙色火焰

打火機，是一種生火工具，分為燃燒式和電流式兩種。打火機取代了過去鑽木取火、打火石、火摺子等生火方式，成為現代社會的取火工具。

## 簡述
燃燒式的打火機有一個儲存燃料（通常是丁烷，也有用石腦油的）的空間，燃料透過毛細現象或管道傳輸到打火機頂端，使用者再透過快速地摩擦或按压打火機頂端的高压压电陶瓷片來產生火花，液體揮發的氣體被點燃，從而噴出火焰。

## 歷史
打火机的由来有兩种说法：
1. 1823年由德国化学家德贝莱纳应用氢气遇到铂棉就会燃烧的实验结论制成。该打火机由于体积过大、带有酸液等原因，没有得到推广和使用。
2. 1917年由英国人阿尔弗雷德·丹希尔发明。该打火机通过人造打火石摩擦生火点燃引火材料，发明后逐渐普及并在多数场合取代火柴。

1924年打火機开始大量生产。打火机的发展历史中，使用过的引火材料包括苯、煤油和现在应用最普遍的丁烷。点火方式方面，二战后日本人用压电陶瓷电子生火替代了人造打火石，为现在打火机最普遍的点火方式。一次性打火機，或稱拋棄式、簡易型打火機，由台灣人發明並申請專利，後高價讓與日商與春源鋼鐵合資之東海千輝工業，民國69年（1980年）於桃園龍潭生產「簡便型塑膠製打火機」。打火机的最早图绘出现在1505年的德国纽伦堡地区一名贵族所拥有的手卷之中。另外有人发现在文艺复兴大师列奥纳多·达·芬奇的手卷中发现类似于打火机机械的图绘，由于手卷的绘制时间无法确认，因此不能将打火机的发明归功于达·芬奇。不过可以确认的是，在16世纪初，就已经出现了打火机。

## 種類
打火機主要可分為用電和用燃料的。燃燒式的打火機根據容量，是否能補充燃料，噴火位置等可進一步分為不同的種類。常用的“噴火槍”也是打火機的一種，只不過與普通的打火機相比，它的容量更大（通常是可充氣的），噴火口為側向。

## 著名廠牌
- IMCO - 奧地利維也納公司，自1918年生產打火機，已經有百年歷史。
- Zippo - 美國公司，已經推出了數百種富有收藏價值的燃油式打火機樣式。該公司除了打火機亦生產懷爐。
- 都彭- 法國奢侈品製造商。